# Daniel Villalva
Daniel Alberto 'Keko' Villalva Barrios (Caá Catí, 6 juli 1992) is een Argentijns voetballer die bij voorkeur als aanvaller speelt. Hij verruilde in juli 2014 River Plate voor CD Veracruz.

## Clubcarrière
Villalva sloot zich in 2005 aan bij River Plate. Op 8 februari 2009 debuteerde hij voor River Plate in de Argentijnse Primera División, tegen CA Colón. Hij viel na 71 minuten in voor Mauro Rosales. Hij was toen 16 jaar, 7 maanden en 2 dagen oud en werd daarmee de jongste debutant ooit voor River Plate. Op 30 augustus 2009 scoorde hij zijn eerste treffer voor River Plate, tegen CA Chacarita Juniors. Tussen februari en december 2013 werd hij uitgeleend aan Argentinos Juniors. Bij CD Veracruz, waar Villalva in 2014 een contract tekende, speelde hij op 29 november 2015 zijn vijftigste duel in de Liga MX voor de club. In die wedstrijden maakte hij in totaal negen doelpunten.

## Interlandcarrière
Villalva maakte drie doelpunten in acht wedstrijden voor Argentinië –17. Na 2009 kwam hij niet meer in actie op interlandniveau.